# MAGIX Video deluxe
MAGIX Video deluxe è un software di montaggio video non lineare che permette di elaborare e creare filmati dotati di colonna sonora, video (in risoluzione anche Full HD), audio, titoli, transizioni ed effetti speciali a partire da una sorgente AVCHD, HDV, miniDV, webcam e altro ancora. È stato sviluppato dall'azienda tedesca MAGIX e pubblicato per la prima volta nel 2001.

## Caratteristiche

### Interfaccia
L'interfaccia del software è composta da pannelli fluttuanti all'interno della finestra del programma ma possono anche essere spostati fuori da essa. Ogni pannello è dotato di un piccolo pulsante posto in alto a sinistra che riporta un'icona simile a quella per ingrandire una finestra di Windows: premendo questo pulsante la finestra può essere espansa a tutto schermo.
La barra dei menù rende accessibili tramite menù a tendina le funzioni più importanti. Nella toolbar sotto il player sono presenti i controlli per riproduzione e per la registrazione e alcuni pulsanti di spostamento per muoversi tra i marker di capitolo.
L'importazione dei video è possibile tramite la libreria dei file e tramite il pulsante di registrazione formato da un'icona che rappresenta un cerchio rosso situato nella barra sotto il player. La sorgente può essere optata tra: AVCHD, utile per videocamere digitali e fotocamere, HDV, per telecamere a nastro in alta definizione, miniDV, per telecamere a nastro, foto singola, acquisita da webcam o streaming video, e importazione da CD.

### Montaggio
La procedura di montaggio può essere svolto in diversi modi: tramite lo storyboard, visualizzazione scelta tramite i tre pulsanti in alto a sinistra del pannello timeline. Questa visualizzazione è utile nei casi di video semplici, senza PiP, senza chroma key, e senza alcune delle impostazioni avanzate ed ulteriori effetti. La visualizzazione timeline, molto complessa, è invece pensata per video complessi e multitraccia, con la possibilità di sovrapporre i clip video.
Gli effetti per la modifica dei video comprendono correzioni del colore e filtri arte, distorsione 3D, chroma key. Le correzioni del colore e i filtri arte servono a modificare la saturazione, messa a fuoco, esposizione e sostituzione colore del video; la distorsione 3D permette invece di spostare e ridimensionare un clip di una traccia video rispetto alla schermata formata da quelli delle altre tracce.
Il filmato può essere esportato come file video nei formati MPEG-2, MPEG-4, Windows Media Video, player HTML oppure secondo i preset per vari dispositivi.
Le versioni Deluxe e Premium permettono di masterizzare il video montato su supporti quali DVD, AVCHD e BD.